# Táu muối
Táu muối hay táu mật, làu táu trắng, làu táu vàng, làu táu xanh, táu trắng (danh pháp: Vatica odorata) là một loài cây lấy gỗ lớn trong chi Vatica, họ Dipterocarpaceae, bộ Malvales.

## Đặc điểm sinh học
- Rễ
- Thân cây: tròn, thẳng, cao khoảng 30-35 m, vỏ màu xám, xù xì, thịt vỏ màu trắng.
- Cành: cành non có lông màu gỉ sắt
- Lá: hình thuôn dài 14-19 cm, rộng 5-6,5 cm, đầu hơi lệch về một bên, mặt dưới lá có nhiều lông và vảy nhỏ màu trắng; gân bên 19 đôi. Cuống lá dài 1,5 cm.
- Hoa: tự viên chùy mọc ở nách lá, dài khoảng 10 cm; cánh đài 5, bằnh nhau dựng đứng. Cánh tràng 5, mặt ngoài nhiều lông, mặt trong nhẵn. Nhị 15, chỉ nhị rất ngắn. Bầu thượng, nhiều lông hình cầu, đường kính 0,2 cm. Vòi nhẵn, vòi xẻ 3 thùy
- Quả: hình cầu, cánh quả có 10 - 11 gân song song
- Môi trường sinh thái: ưa sáng, không có khả năng sống dưới bóng râm.
- Sinh sản: sinh sản hữu tính\hữu tính, ra hoa tháng 5 đến tháng 8, kết trái tháng 11-12.

## Phân bổ
- Việt Nam: Hà Tĩnh, Nghệ An, Thanh Hóa, Hoà Bình, Yên Bái